# Liste der Premierminister von Sri Lanka
Dies ist eine Liste aller Premierminister von Sri Lanka bzw. Ceylon seit der Unabhängigkeit des Landes im Jahr 1948.
| #    | Bild                                | Name                               | Amtsantritt        | Amtsaustritt       | Partei | Partei |
| ---- | ----------------------------------- | ---------------------------------- | ------------------ | ------------------ | ------ | ------ |
| 1    | Don Stephen Senanayake (etwa 1934)  | Don Stephen Senanayake             | 4. Februar 1948    | 26. März 1952      |        | UNP    |
| 2    | Dudley Shelton Senanayake (1950er)  | Dudley Shelton Senanayake          | 26. März 1952      | 12. Oktober 1953   |        | UNP    |
| 3    | John Kotalawela (1951)              | John Lionel Kotalawela             | 12. Oktober 1953   | 12. April 1956     |        | UNP    |
| 4    | S. W. R. D. Bandaranaike            | S. W. R. D. Bandaranaike           | 12. April 1956     | 26. September 1959 |        | SLFP   |
| 5    | Vijayananda Dahanayake (1984)       | Vijayananda Dahanayake             | 26. September 1959 | 21. März 1960      |        | SLFP   |
| (2)  | Dudley Shelton Senanayake (1950er)  | Dudley Shelton Senanayake          | 21. März 1960      | 21. Juli 1960      |        | UNP    |
| 6    | Sirimavo Bandaranaike (etwa 1981)   | Sirimavo Bandaranaike              | 21. Juli 1960      | 27. März 1965      |        | SLFP   |
| (2)  | Dudley Shelton Senanayake (1950er)  | Dudley Shelton Senanayake          | 27. März 1965      | 29. Mai 1970       |        | UNP    |
| (6)  | Sirimavo Bandaranaike (etwa 1981)   | Sirimavo Bandaranaike              | 29. Mai 1970       | 23. Juli 1977      |        | SLFP   |
| 7    | Junius Richard Jayawardene (1980er) | Junius Richard Jayawardene         | 23. Juli 1977      | 6. Februar 1978    |        | UNP    |
| 8    | (kein Foto vorhanden)               | Ranasinghe Premadasa               | 6. Februar 1978    | 3. März 1989       |        | UNP    |
| 9    | (kein Foto vorhanden)               | Dingiri Banda Wijetunga            | 3. März 1989       | 7. Mai 1993        |        | UNP    |
| 10   | Ranil Wickremesinghe (2003)         | Ranil Wickremesinghe               | 7. Mai 1993        | 19. August 1994    |        | UNP    |
| 11   | Chandrika Kumaratunga (2005)        | Chandrika Kumaratunga              | 19. August 1994    | 17. November 1994  |        | SLFP   |
| (6)  | Sirimavo Bandaranaike (etwa 1981)   | Sirimavo Bandaranaike              | 14. November 1994  | 10. August 2000    |        | SLFP   |
| 12   | Ratnasiri Wickremanayake (2009)     | Ratnasiri Wickremanayake           | 10. August 2000    | 9. Dezember 2001   |        | SLFP   |
| (10) | Ranil Wickremesinghe (2003)         | Ranil Wickremesinghe               | 9. Dezember 2001   | 6. April 2004      |        | UNP    |
| 13   | Mahinda Rajapaksa (2006)            | Mahinda Rajapaksa                  | 6. April 2004      | 21. November 2005  |        | SLFP   |
| (12) | Ratnasiri Wickremanayake (2009)     | Ratnasiri Wickremanayake           | 21. November 2005  | 21. April 2010     |        | SLFP   |
| 14   | D. M. Jayaratne                     | Disanayaka Mudiyanselage Jayaratne | 21. April 2010     | 9. Januar 2015     |        | SLFP   |
| (10) | Ranil Wickremesinghe (2015)         | Ranil Wickremesinghe               | 9. Januar 2015     | 26. Oktober 2018   |        | UNP    |
| (13) | Mahinda Rajapaksa (2014)            | Mahinda Rajapaksa                  | 26. Oktober 2018   | 15. Dezember 2018  |        | SLPP   |
| (10) | Ranil Wickremesinghe (2015)         | Ranil Wickremesinghe               | 16. Dezember 2018  | 20. November 2019  |        | UNP    |
| (13) | Mahinda Rajapaksa (2014)            | Mahinda Rajapaksa                  | 21. November 2019  | 09. Mai 2022       |        | SLPP   |
| (10) | Ranil Wickremesinghe (2003)         | Ranil Wickremesinghe               | 13. Mai 2022       | 22. Juli 2022      |        | UNP    |
| 14   | Dinesh Gunawardena                  | Dinesh Gunawardena                 | 22. Juli 2022      | 23. September 2024 |        | MEP    |
| 15   | Harini Amarasuriya                  | Harini Amarasuriya                 | 24. September 2024 | amtierend          |        | JVP    |

1. 1 2  Am 26. Oktober 2018 wurde Wickremesinghe durch Präsident Maithripala Sirisena entlassen, und dieser ernannte Mahinda Rajapaksa zum neuen Premierminister. Dies wurde durch das Oberste Gericht Sri Lankas als verfassungswidrig beurteilt und am 16. Dezember 2018 wurde Wickremasinghe auch offiziell wieder Premierminister.